# André Berruezo
André Berruezo, né le 20 janvier 1914 à Garrucha en Espagne et décédé le 26 octobre 2000 à Viriat, est un coureur cycliste français, champion de France routier en 1936 pour la Fédération Cycliste Française (F.C.F).

## Biographie
André Berruezo nait le 20 janvier 1914 à Garrucha en Espagne. Il s'installe à Villeurbanne avec sa famille durant les années 1920. Durant les années 1930, il se consacre au cyclisme et évolue en région lyonnaise. Il fait partie de la brève histoire de la Fédération Cycliste Française, fédération dissidente née d'une scission au sein de l'U.V.F. en 1934. À l'occasion de son 2e championnat national, le 2 août 1936, il est titré champion de France routier. Cette fédération faisait courir tous ses athlètes dans une catégorie unique, sans distinction amateurs/professionnels.
Il fait également partie de l'équipe lyonnaise participant au Grand Prix cycliste de L'Humanité le 31 mai 1936, reliant Rouen à Paris (La Courneuve). Il s'y classe 46e parmi les 316 participants.
La saison suivante, en 1937, il rejoint l'U.V.F., fédération cycliste dominante, au sein de laquelle il est classé 2e catégorie. Il court alors sous les couleurs de l'équipe cycliste Terrot jusqu'en 1939. Il remporte le Grand Prix de Lancey le 25 avril 1937 ainsi que le Grand Prix des Commerçants des États-Unis, à Lyon, le 20 juin suivant.
À l'issue de sa victoire à Lancey, Le Salut Public écrit sur lui le 26 avril: 
« Berruezo, transfuge de l'U.S.C.L.R., est passé au V.C.B. Son classement en 2e catégorie par le Comité du Rhône de l'U.V.F. était flatteur pour lui ; néanmoins on pouvait croire que sa valeur avait été éxagérée et que l'homme ne méritait pas un tel honneur. À ceux qui en doutaient, Berruezo a répondu de la meilleure manière : il a tout simplement battu, avant hier dans le Grand Prix de Lancey, un lot relevé d'excellents routiers en tête duquel nous avons trouvé Lorino, de l'U.A.I., un homme qui collectionne les places d'honneur et ne triomphe que très rarement »
La mobilisation française de 1939, à l'entrée de la France dans la Seconde Guerre mondiale, vient mettre un terme à sa carrière cycliste et à ses espoirs de passer professionnel. Il est fait prisonnier de guerre durant cinq ans.
Quelques années après son retour de captivité, il lance un atelier de réparation de cycles à Villeurbanne, qui devient un magasin par la suite. Il monte alors l'équipe Berruezo, permettant à de jeunes coureurs lyonnais de prendre part à des compétitions. En 1970, il se retire et quitte Villeurbanne.
Il ne cesse de courir en amateur jusqu'en 1998 (notamment avec Raymond Elena au sein du Vélo Club Nantua La Cluse).
Il meurt le 26 octobre 2000 à Viriat.

## Palmarès
- 1935
  - Prix Devif (Catégorie Débutant)[6],[7],[8]
  - Prix Veillas (2ᵉ et 3ᵉ catégorie)[9],[10]
  - Prix de la Commission Cycliste FSGT[11]
  - Prix Boulay-Nilmélior[12],[13]
  - Champion Région sur 100km route, USCLR (Catégorie Débutant)[14],[15],[16]
  - 4e épreuve du Critérium Stopp-Radio (Catégorie Débutant)[17]
  - Finale du Critérium Stopp-Radio (Catégorie Débutant)[18]

- 1936
  - Grand Prix des Métaux[19]
  - Grand Prix de Pont-de-Cheruy[20]
  - Prix de l’U.S.O. de Vaise[21]
  -  Champion de France routier de la FCF[22],[23],[24],[25],[26],[27]
  - Prix Pont de Cheruy[28]
  - Critérium des Grandes Caves de Lyon[29]
  - Grand Prix des Commerçants Décines[30]
- 1937
  - Grand Prix de Lancey[31]
  - Grand Prix des Commerçants des États-Unis (Lyon)[32]
- 1938
  - Grand Prix de la Soierie[33]